# GenBank
基因銀行（GenBank）是一个开放获取的序列数据库，对所有公开可利用的核苷酸序列与其翻译的蛋白质进行收集并注释。
此数据库是国际协作核酸序列数据库（INSDC）的一部分，由美国国家生物技术信息中心（NCBI）主管，NCBI为美国国立卫生研究院的下属机构。GenBank和它的合作者从全球各个实验室接收了超过百万种生物的数据。
成立三十年来，GenBank数据库成为了最重要的也是最有影响力的生物全领域数据库，其数据正被全球数以百万计的研究人员获取与引用。GenBank中的数据量正以每18个月翻一番的速度持续指數增長，在2013年2月的版本194中，數據庫包含有1.62億個序列，含有1500億個核苷酸堿基。

## 历史
1979年，洛斯阿拉莫斯国家实验室（LANL）理论生物学和生物物理学小组 （页面存档备份，存于）的Walter Goad等人建立了洛斯阿拉莫斯序列数据库，最终成为了公共的 GenBank数据库的前身。1982年，由美国国立卫生研究院、美国国家科学基金会、美国能源部和国防部共同出资，LANL与BBN科技公司合作，成立了GenBank。到1983年底，已有超过2,000个序列被存储在GenBank。
在20世纪80年代中期，斯坦福大学的Intelligenetics bioinformatics公司与LANL合作经营着GenBank项目。作为最早的互联网生物信息学社区项目，GenBank计划为生物学家打造一个开放获取的BIOSCI/Bionet消息社群。1989到1992年，GenBank被转移到新成立的美国国家生物技术信息中心。

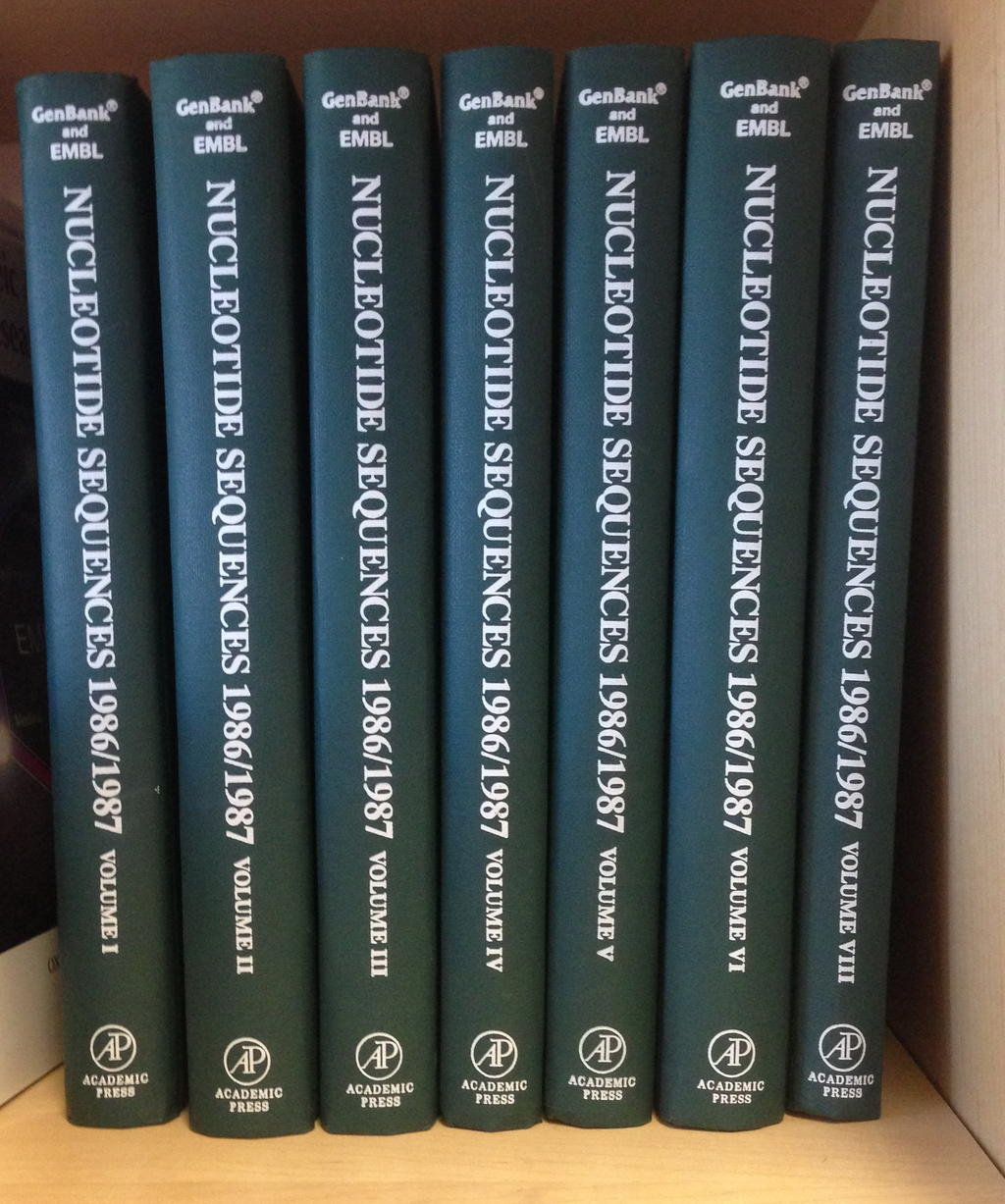
Genbank和EMBL在1986/1987年出版的《核苷酸序列》I到VII卷

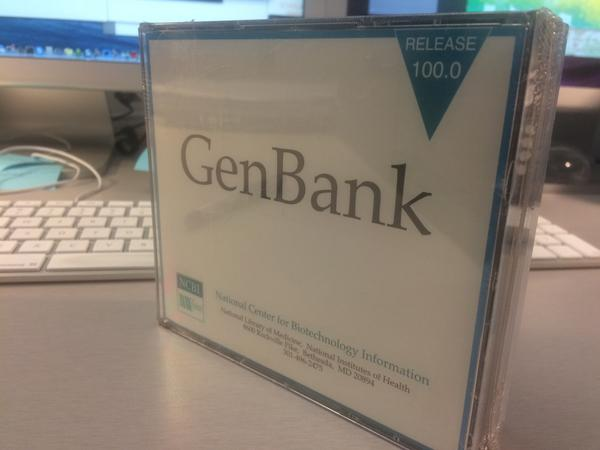
Genbank v100版本的CDRom

## 发展

GenBank中碱基对数目的增长，1982年到2018年，半對數圖.

在GenBank的版本162.0（2007年8月）的发行说明中道出：“从1982年到现在，GenBank中的碱基数每隔18个月翻一番。”
截至2013年7月8日，GenBank的版本196.0已有165,740,164个基因座，152,599,230,112个碱基，165,740,164个报导序列。
GenBank数据库还包括一些额外的数据集，不包括在这个统计内。
| 物种                                     | 碱基对          |
| ---------------------------------------- | --------------- |
| 智人 Homo sapiens                        | 1.6310774187×10 |
| 小家鼠 Mus musculus                      | 9.974977889×109 |
| 褐鼠 Rattus norvegicus                   | 6.521253272×109 |
| 家牛 Bos taurus                          | 5.386258455×109 |
| 玉米 Zea mays                            | 5.062731057×109 |
| 野豬 Sus scrofa                          | 4.88786186×109  |
| 斑馬魚 Danio rerio                       | 3.120857462×109 |
| 紫色球海胆 Strongylocentrotus purpuratus | 1.435236534×109 |
| 普通獼猴 Macaca mulatta                  | 1.256203101×109 |
| 水稻 Oryza sativa Japonica Group         | 1.255686573×109 |
| 烟草 Nicotiana tabacum                   | 1.197357811×109 |
| 非洲爪蟾 Xenopus (Silurana) tropicalis   | 1.249938611×109 |
| 黑腹果蝇 Drosophila melanogaster         | 1.11996522×109  |
| 黑猩猩 Pan troglodytes                   | 1.008323292×109 |
| 拟南芥 Arabidopsis thaliana              | 1.144226616×109 |
| 家犬 Canis lupus familiaris              | 951,238,343     |
| 酿酒葡萄 Vitis vinifera                  | 999,010,073     |
| 原雞 Gallus gallus                       | 899,631,338     |
| 大豆 Glycine max                         | 906,638,854     |
| 普通小麦 Triticum aestivum               | 898,689,329     |